# Liebstedt
Liebstedt ist ein Ortsteil der Landgemeinde Ilmtal-Weinstraße im Nordosten des Landkreises Weimarer Land.

## Lage
Der Ort liegt im Südosten des Thüringer Beckens, in einer flachen Talmulde des kleinen Ettersberges, im Städtedreieck Weimar, Apolda und Buttstädt. Durch den Ort verläuft die Landstraße 2159 Richtung Weimar zur Bundesstraße B 85. Die Buslinie 228/289 der PVG Weimarer Land verbindet Liebstedt mit Weimar bzw. über Pfiffelbach bis Apolda.

## Geschichte
Ein Ort namens „Liuprehtestat“ wurde in den Annalen des Klosters Fulda 876 erstmals genannt. Allerdings ist nicht fundiert, ob es sich um das hiesige Liebstedt handelt. Die erste urkundlich fundierte Erwähnung fand Liebstat in einer Urkunde Otto I. aus dem Jahre 956, welche besagte: König Otto I. schenkt dem Servatiuskloster Quedlinburg für seine Tochter Mathilde seinen Besitz zu Liebstedt und Oßmannstedt in Thüringen in der Grafschaft Willihelms mit Hörigen und anderem Zubehör.
Liebstedt blieb bis zum Jahr 1300 im Eigentum des Stifts Quedlinburg. Mit 26 Hufen zu je 40 Acker ging es an das Kloster Pforta an der Saale über. Bereits vier Jahre später übergab dieses den Ort im Tausch mit Lißdorf an das Kloster Hersfeld. Erstmals traten die Herren „von Liebstedt“ in der Geschichte auf. Nach dem Aussterben der Ritterfamilie folgten die Grafen von Orlamünde-Weimar, die Grafen von Beichlingen sowie die Markgrafen von Meißen und Landgrafen von Thüringen als Besitzer und Herren über Liebstedt.
Markgraf Friedrich II. von Meißen stellte am 1. Oktober 1331 auf der Wartburg eine Urkunde aus: „Markgraf Friedrich von Meißen vertauscht dem Deutschen Ritterorden Dorf und Feste Liebstedt mit Kirchlehen und allem Zubehör gegen die dem Orden gehörende Feste Wallhausen“. Als weiterer Beweis für dieses wichtige Ereignis existiert am Kommendegasthof noch ein Stein mit der Jahreszahl 1331 und dem Wappen des Deutschen Ritterordens.
Bis 1809, dem Jahr der Auflösung des Ordens durch Napoleon I., lenkte der Ritterorden die Geschicke Liebstedts, also fast 480 Jahre. Liebstedt nebst Ordensburg fiel an das Königreich Sachsen. Preußen, durch die Freiheitskriege (Wiener Kongress) Eigentümer geworden, trat das Dorf 1815 an das Großherzogtum Sachsen-Weimar ab. Mit der Gründung des Landes Thüringen 1920 wurde Liebstedt Staatsgut. Das benachbarte Goldbach wurde zum 14. März 1974 eingemeindet. Am 31. Dezember 2013 schloss sich Liebstedt mit weiteren Gemeinden zur Gemeinde Ilmtal-Weinstraße zusammen.

## Sehenswürdigkeiten

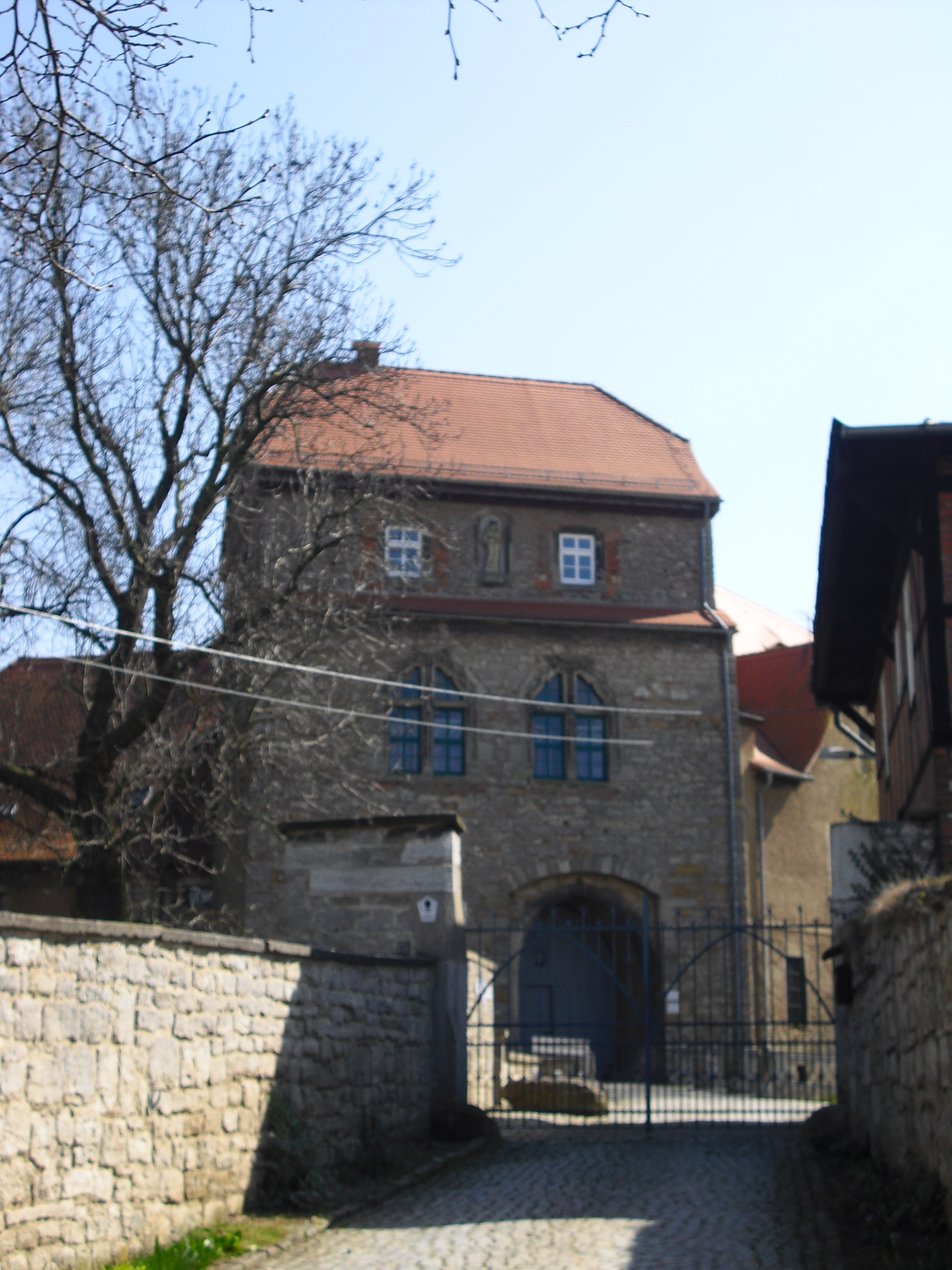
Ordensburg Liebstedt

Ordensburg Liebstedt (Wasserburg Liebstedt)
Die wohl bekannteste Sehenswürdigkeit ist die Ordensburg.
Die Liebstedter Burg ist eine Niederungsburg mit Wassergraben. Um sie herum errichtete der Deutsche Ritterorden eine Komturei, einen Verwaltungsbezirk, der Liebstedt, Goldbach und Wohlsborn umfasste. Das Besondere an dieser Burganlage ist die Lage. Sie wurde als Niederungsburg an einer der bedeutendsten mittelalterlichen Fernhandelsstraßen, der Kupferstraße, errichtet. Deren Ursprünge reichen bis in die Frühgeschichte zurück. Bis 1846 verband die Straße Jütland im Norden mit Venedig im Süden. Wer über diese Straße reiste, musste zwangsläufig durch diese Burg. Die Ordensburg ist die einzige erhaltene Durchgangsburg in Europa.
„Commende-Gasthof“
Durch die Komturei hatte der Deutsche Ritterorden auch das alleinige Recht des Bierbrauens und -verkaufs. Das Bier wurde im Gut gebraut und der Gasthof war verpachtet. Durch die gute Lage an der Kupferstraße war das Haus stets gut besucht. In den Ställen konnten bis zu 65 Pferde untergestellt werden. Nach dem Rückzug des Ritterordens ging der Gasthof in Privatbesitz über. Der letzte Ausschank im Gasthaus war im Jahr 1911.
Da die Gemeinde den Wunsch nach einem eigenen Gasthaus hegte, erhielt die Gemeinde 1552 die „Konzession zum Bier- und Branntwein-Ausschank sowie zur Kegelbahnwirtschaft“. Das heißt, das Bier durfte auf der Kegelbahn verkauft werden, das sogenannte „Beizapfen“ entstand.
1854 wurde das Gemeindeversammlungshaus erweitert. Nun konnte ein Wirt darin wohnen und das Schankrecht wurde nach hier verlegt, der Gemeindegasthof, der „Ratskeller“, entstand. 1911 wurde ein Tanzsaal angebaut, 1955 ein Kulturraum und eine neue massive Kegelbahn. So entstand die für ein Dorf recht stattliche Größe.
Gasthof Walter
1914 bekam Liebstedt doch wieder ein Gasthaus. Durch den Ersten Weltkrieg wurde der Bau unterbrochen und die Eröffnung des Gasthauses „Walter“ konnte erst 1919 erfolgen.
Kirche und Pfarrei
Der Grundstein für die heutige Kirche wurde 1742 gelegt, da die alte Kirche im Dreißigjährigen Krieg stark zerstört wurde. Erst 1768 wurde das neue Kirchenschiff notdürftig fertiggestellt. Der Turm fehlte noch immer. Nach 200 Jahren wurde die Kirche vollendet (1938) und erhielt drei Glocken der Glockengießerei Ulrich aus Apolda. Die zwei großen Glocken wurden im Zweiten Weltkrieg (1941) eingeschmolzen.
Die Ordenspriester lebten zuerst in der Komturei (Ordensburg). Die Inschrift im Torbogen des heutigen Pfarrhauses gibt die Jahreszahl 1590 an. Durch zahlreiche große Brände in Liebstedt wurde die Pfarrei mehrfach zerstört. Das heutige Pfarrhaus entstand nach dem letzten Brand 1820.
Pfarrlinde
Die Pfarrlinde hat einen Umfang von 7,40 m (1 m über der Erde gemessen). Sie steht an der alten Kupferstraße in nördlicher Richtung (nach Buttstädt) und dürfte die 1050-jährige Geschichte Liebstedts vollständig erlebt haben.
Bärenhügel
In südwestlicher Richtung befinden sich auf einem kreisrunden Hügel 16 Linden – 12 Bäume stehen im Kreis um vier im Viereck stehende Bäume. Es handelt sich um eine alte Opferstätte. Grabungen und Funde im Jahr 1891 weisen auf eine Entstehung von 800 bis 400 v. Chr. hin.
Von dort sollten Feuerzeichen gegeben worden sein, als slawische Stämme ins Land einfielen.
Bahnhof der Schmalspurbahn „Laura“
Ein Wahrzeichen, welches nicht erhalten geblieben ist, ist die Kleinbahn, liebevoll „Laura“ genannt. Die Weimar-Großrudestedter Eisenbahn wurde am 25. Juli 1887 in Betrieb genommen. Im Zweiten Weltkrieg wurden die Schienen abgebaut und die Holzschwellen in den kalten Wintern verheizt.

## Söhne und Töchter des Ortes
- Johann Christian Lossius (1743–1813), Philosoph, Verfasser des Wörterbuchs Neues philosophisches allgemeines Real-Lexikon
- Anton Weber (1833–1909), Porträt- und Genremaler
- Werner Ehrhardt (1898–1967), Marineoffizier, zuletzt Konteradmiral und erster Kommandeur des Kommandos der Marineausbildung der Bundesmarine
- Helmut Taudte (* 1954), Bahnradsportler